# Hrómundar saga Gripssonar
La Hrómundar saga Gripssonar ou Saga de Hrómundr Gripsson est une saga légendaire classée dans la sous-catégorie des sagas de vikings,,.
Hrómundr Gripsson servait le roi danois Óláfr. Il abattit le berserk Hröngviðr. Puis il pénétra dans le tertre de Þráinn, un ancien roi de Valland (France). Venant à bout du draugr (mort-vivant), il s’empara de son épée Mistilteinn. Il participa à la bataille contre deux rois suédois nommés Haldingr. Il y affronta leur champion Helgi, qui était aidé par la magie de sa maîtresse Lára. Mais Helgi la tua accidentellement et fut vaincu. Blessé, Hrómundr échappa à ses adversaires en se déguisant en femme. Il tua finalement Haldingr et épousa la sœur d’Óláfr.
Telle qu'elle a été conservée, la Hrómundar saga Gripssonar a sans doute été rédigée peu avant 1650. Mais elle se base sur un cycle de rímur intitulé Griplur ou Hrómundar rímur, composé vers 1400. Le Griplur reprenait à son tour une version plus ancienne de la Hrómundar saga, dont l'existence est évoquée dans la Þorgils saga ok Hafliða. Ce texte, qui ouvre la Saga des Sturlungar, mentionne les divertissements qui accompagnèrent des noces s'étant déroulées à Reykhólar (ouest de l'Islande) en 1119. Deux sagas furent récitées à cette occasion. Dans l'une d'elles, composée par Hrólfr de Skálmarnes, il était question du viking Hröngviðr, du roi Óláfr, du viol du tertre de Þráinn et de Hrómundr Gripsson. Elle aurait aussi été racontée au roi de Norvège Sverrir, qui trouvait très amusantes ces « sagas mensongères » (lygisögur). 
La première version de la Hrómundar saga était accompagnée de nombreuses vísur (strophes scaldiques), se rapprochant ainsi de poèmes héroïques de l’Edda tels que ceux relatifs à la jeunesse de Sigurðr ou la Helgakviða Hjörvarðssonar, qui sont entremêlés de passages en prose. 
Hrómundr pourrait avoir existé : le Landnámabók cite un Hrómundr Gripsson, présenté comme l'arrière-grand-père d'Ingólfr Arnarson, le premier colon scandinave à s'installer en Islande. Il aurait vécu dans le Telemark au début du VIIIe siècle. Mais la saga emprunte surtout à la légende. Elle est notamment en rapport avec les poèmes héroïques de l’Edda et le Káruljóð, un poème mentionné à la fin de la Helgakviða Hundingsbana II mais qui n'a pas été conservé. Il a pour héros Helgi Haddingjaskati (« seigneur des Haddingjar ») et Kára, réincarnations de Helgi Hundingsbane et de sa maîtresse, la valkyrie Sigrún.